# Friedrich Georg Hartmann
Friedrich Georg Hartmann (* 18. März 1802 in Hannover; † 20. April 1876 ebenda) war ein deutscher Verwaltungsjurist, Königlich Hannoverscher Staatsrat sowie Eisenbahndirektor im Königreich Hannover.

## Leben
Friedrich Georg Hartmann erhielt durch sein Studium den Titel Dr. jur. Der „Hofsekretär“ wurde 1841 Mitglied der Königlich Hannoverschen Eisenbahnkommission und zwei Jahre später Mitglied der Königlichen Eisenbahndirektion, die aus der ehemaligen Kommission hervorgegangen war und aus drei gleichberechtigten Mitgliedern bestand. Neben Hartmann war der hannoversche Unternehmer, Politiker und Kunstsammler Bernhard Hausmann ebenfalls Mitglied der Direktion.
Nachdem diese Gleichberechtigung aufgehoben wurde, wurde Hartmann 1851 zum alleinigen Vorstand bestimmt sowie zum Generaldirektor der Eisenbahn, der ab 1852 dann auch die Zuständigkeit für das gesamte Telegrafenwesen des Königreichs übernahm.
Hartmann war Mitglied des Königlich Hannoverschen Staatsrates, dort in der Abteilung für Inneres. Er wurde darüber hinaus als Deputierter für die Stadt Leer in die Ständeversammlung des Königreichs Hannover gewählt.
1866, nach der Annexion des Königreichs durch Preußen während des Deutschen Krieges, wurde Hartmann aus dem Dienst entlassen.

## Auszeichnungen
Friedrich Georg Hartmann wurde geehrt mit der Verleihung
- des Roten Adlerordens[3] sowie
- des „rumänischen St.-Annen-Ordens“.[3]

## Hartmannstraße
Im Folgejahr nach dem Tode Hartmanns wurde der Teil der 1898 angelegten Seestraße in der Südstadt von Hannover, der von der Seilerstraße zur Krausenstraße führt, „1903 umbenannt nach dem letzten Königlich Hannoverschen Generaldirektor der Eisenbahnen und Telegraphen“.